# Koszty produkcji
Koszty produkcji – ogół wydatków, jakie przedsiębiorstwo ponosi w związku z prowadzeniem działalności związanej z produkcją. Najczęściej obejmują one wydatki na zakup surowców, materiałów, półproduktów i energii niezbędnych do wytwarzania, wynagrodzenia pracowników, koszty związane z użytkowaniem gruntu i nieruchomości, amortyzację maszyn i narzędzi, a także koszty obsługi kapitału.
Ekonomiści rozróżniają:
- Koszty rachunkowe - uwzględniane w ewidencji księgowej, obejmujące zarówno rzeczywiste wydatki pieniężne oraz niepieniężne (jak np. amortyzacja) zgodnie z obowiązującymi regulacjami prawnymi.
- Koszt alternatywny - odzwierciedlający wartość utraconych korzyści możliwych do uzyskania, gdyby dostępne zasoby wykorzystano w najlepszy sposób spośród innych dostępnych możliwości.

Dodatkowo rozróżnia się koszty stałe i zmienne. Koszty stałe są niezależne od wielkości produkcji (np. amortyzacja maszyn, czynsz za wynajmowane pomieszczenia). Koszty zmienne są bezpośrednio związane z wielkością produkcji (np. koszt zużytych materiałów, koszt wykorzystanej w procesie produkcyjnym energii).